# Anna Fusoni
Anna Fusoni Ponthier (27 de marzo de 1944, Londres, Reino Unido) es una periodista, empresaria, conferencista y analista de tendencias inglesa radicada en México. Anna es conocida por apoyar al diseño de moda mexicano desde diversas plataformas como concursos y publicaciones.

## Primeros años
Su padre, Rafael Fusoni, periodista y diplomático argentino conoció a su madre Anna Ponthier en la Segunda Guerra Mundial en Londres mientras él hacía corresponsalía para la BBC como representante de Reuters. Tras casarse y tener hijos, la familia se desplazó a la Ciudad de México en 1948 para que su padre tomara la dirección del recién fundado Centro de Información de Naciones Unidas para México y el Caribe.
Ya establecidos en la Colonia Cuauhtémoc dividió su infancia entre Buenos Aires y la Ciudad de México; vivió un año en Inglaterra donde fue educada en casa y a su regreso estudió en el colegio Merici, luego el bachillerato en el Liceo Franco Mexicano; y después se mudó a Nueva York para estudiar la licenciatura en Letras Francesas en Vassar College.

## Carrera

### Inicios como periodista
En 1966, próxima a graduarse en Vassar College participó en el concurso Grand Prix de Paris que organizaba la revista Vogue, en una entrevista ella comenta: 
«Había una serie de preguntas, eran tres etapas con una serie de cosas que uno tenía que responder: ¿qué pagina te gusta más, ¿cuál te gusta menos?, ¿por qué?, ¿cómo escribirías un artículo de belleza?, etcétera; te pedían que hicieras una propuesta o algo así de todo lo que son los contenidos escritos de la revista...se fue estrechando y estrechando la cantidad de personas que estábamos en el concurso hasta que nos mandaron a llamar a doce finalistas a Nueva York» 
El premio de dicho concurso consistía en trabajar en la publicación durante un año y luego hacer la cobertura de los desfiles de la semana de la moda de París.
Tras ganarlo, Anna trabajó en diferentes departamentos de la revista durante un año para luego ser contratada como editora de moda; poco tiempo después decidió regresar a México con las fotografías originales de una sesión de fotos de la revista para encontrarse con Charles Kovec, entonces mercadólogo de El Palacio de Hierro, quien la contrató para que realizara boletines de prensa y presentaciones de desfiles de moda, posteriormente formó parte de la agencia de publicidad Terán que trabajaba en conjunto con la tienda departamental.
En la década de los 70 trabajó en el diario Ovaciones con dos secciones, una llamada Feminova y la otra Abelardo y Eloísa, en estas abordaba cuestiones sobre labores domésticas, moda y estilo de vida, simultáneamente trabajó en la revista Claudia con Vicente Leñero y Gustavo Saínz convirtiéndose en la directora de moda de la publicación hasta 1975. En la década de los 80 fue directora de la revista Notimoda en los que abordaba temas de la industria en el país, su publicación era mensual y pretendía ser el Women's Wear Daily mexicano.

### Carrera empresarial
De 1978 a 1981 fue directora del Fashion Group International capítulo México en esta organización ella dirigía presentaciones de tendencias de moda; Adrián Lajous Martínez, quien era director del Instituto Mexicano de Comercio Exterior, visitó una de sus presentaciones y le pidió que hiciera algo parecido para la industria del calzado en León; de ahí, simultáneamente trabajó en el IMCE como Directora de Promoción de Exportación de Calzado visitando ferias de moda dentro y fuera del país hasta 1980 que salió del instituto luego de las diferencias que tuvo con José Gómez Gordoa después de que él tomara posesión del IMCE. Ese mismo año, tras un encargo de la Cámara Nacional de la Industria del Vestido, Anna dirigió la primera Semana de la Moda en México junto con Denisse Selznik que se hacía a la par de la Feria de la Maquinaria.
Al inicio de los 80 fundó y dirigió la Aguja de Oro, un concurso de diseño de moda para estudiantes y profesionales que en 1984 llegó a su última edición, pero el proyecto de un concurso desembocó en el Modapremio, un concurso de diseño de modas que fundó en 1986 y que de 1988 hasta 2009 fue una filial del Concours International de Jeunes Créateurs de Mode en unión con Air France; se llevó a cabo de manera ininterrumpida hasta el 2010 y en 2017 regresó rebautizado como Experiencia Modapremio.
Este concurso ha dado a conocer a varios diseñadores mexicanos tales como:
- Carla Fernández
- Julia y Renata
- Alejandro Peimbert.
- Héctor Terrones.
- Francisco Saldaña de MALAFACHA, entre otros.[12]

En 1984 Anna se asoció con Armando Zenteno y fundó Oficinas Nacionales de Compras (ONC) que era una empresa de promoción que se dedicaba a organizar Salón Boutique y Primera Visión, este fue un concurso de moda que se hacía a la par de Salón Boutique, en el que 8 diseñadores presentaban una pasarela y una muestra con textiles propios, terminó en 1994. Y Salón Boutique era una feria de moda que se organizaba en distintos hoteles de la Ciudad de México donde las distintas dueñas de boutiques de la capital y el interior de la república se surtían con productos de diseñadores nacionales, hasta 1992 que se declaró en bancarrota tras el cambio en las políticas comerciales bajo el gobierno de Carlos Salinas de Gortari.
Tras el cierre de sus empresas Anna fue conductora de los programas radiofónicos "Mósaico", "Bon Vivant" y "Rendez-Vous" de la cadena de telecomunicaciones Núcleo Radio Mil; este último consistía en entrevistas con personajes notables y se transmitía los martes a las 19:00 horas con el eslogan "una cita con el hombre de éxito"; a la vez que se desempeñó como directora de eventos y relaciones públicas del Canal Once bajo la dirección de Alejandra Lajous hasta el año 2000, de esa temporada destacan sus reportajes sobre televisión cultural y sus colaboraciones con Women's Wear Daily, WWD Beauty y FashionMAG.
Luego de ese hiato tomó el puesto de directora de moda en Fashion Week México desde 2001 hasta 2006. En 2007 por petición Secretaría de Desarrollo Económico Sustentable del Gobierno del Estado de Guanajuato, coordinó y dirigió CREÁRE, un concurso de diseño de moda en el que sigue participando; cinco años después, en el 2012 Anna creó el concurso Concepto T3 que se realizaba como preámbulo de Fashion Week México, el premio era presentar su colección en la semana de la moda y se convirtió en asesora del pabellón de negocios "Designers Corner" de INTERMODA hasta 2016, ese mismo año Anna cumplió 50 años de carrera en la moda convirtiéndose en la persona con la mayor trayectoria en el país en ese campo.

### Presencia en Internet
En 2015 Anna adquirió una revista llamada KS News por ser los "pasos clave" (key steps) de la industria; se convirtió en una publicación digital en 2017 y desde 2016 cuenta con un vlog en YouTube llamado House Of Anna en el que comenta diversas situaciones de la moda actual;

#### Google+ Fashion
Google+Fashion fue un proyecto que emprendió junto con Miguel Alva, director de marketing de Google México en el 2012, fue la primera pasarela completamente digital en la historia de la moda. Se hizo con la finalidad de que más personas pudieran ver un desfile de moda a tiempo real sin tener que enfrentarse a los problemas de acceso que ese tipo de eventos representan.
Consistía en una pasarela virtual donde los diseñadores presentaban su colección en un foro completamente vacío, el desfile se transmitía en vivo por YouTube y posteriormente procedían a tener una discusión sobre la colección -que podía comprarse en ese mismo instante- con los diseñadores y otras personalidades de la industria. Además, con ayuda de ROSE, una asistente digital que mediante algoritmos hacía uso de tendencias e inteligencia artificial el diseñador podía apoyarse para crear su colección; de acuerdo con el investigador Gustavo Prado «la feliz consecuencia de esta decisión sería la democratización del evento de moda, que más allá de la carrera por conseguir entradas para un desfile, ofrece la posibilidad de la memoria como acicate para la discusión, a la par que como dispositivo para la difusión de la marca».
El proyectó presentó cerca de 100 pasarelas y duró tres años.

## Vida personal
Es madre de dos hijos y está casada desde el año 2000 con el arquitecto Félix Sánchez.

## Premios
- Premio Prix de Paris de la revista americana Vogue.
- Star Forever Fashion Group 2016, reconocimiento por trayectoria.
- Estrella Fashion Group 2007, a la socia que más ha hecho por la moda en México.
- Excelencia Europea que otorga Enrique Castillo Pesado.
- Premio OMNI por Personaje del Año.
- Premio Mayahuel, otorgado por el Fashion Group.
- Medalla Mairie de Paris, otorgada por Jacques Chirac por la excelencia de la organización del MODAPREMIO.[29][30]